# 西畴崖爬藤
西畴崖爬藤（学名：Tetrastigma sichouense）为葡萄科崖爬藤属的植物。分布于越南以及中国大陆的贵州、云南等地，生长于海拔500米至2,400米的地区，一般生长在灌丛和山谷林中，目前尚未由人工引种栽培。

## 异名
- Tetrastigma sichouense C. L. Li var. megalocarpum C. L. Li
- Tetrastigma voinierianum auct. non (Baltet) Pierre ex Gagnep.